# Spławik (województwo wielkopolskie)
Spławik – osada leśna w Polsce położona w województwie wielkopolskim, w powiecie wrzesińskim, w gminie Miłosław.